# Эриксен, Кеннет
Кеннет Эриксен (англ. Kenneth Erichsen; род. 28 декабря 1972) — гватемальский бадминтонист. Участник летних Олимпийских игр 1996 года, бронзовый призёр Центральноамериканских и Карибских игр 1990 года.

## Биография
Кеннет Эриксен родился 28 декабря 1972 года.
В 1990 году завоевал бронзовую медаль Центральноамериканских и Карибских игр в Мехико в парном разряде, выступая вместе с Ренато Росалесом.
В 1991 году участвовал в чемпионате мира в Копенгагене. В одиночном разряде в 1/64 финала проиграл Ли Моу Чоу с Тайваня — 5:15, 9:15. В парном разряде вместе с Эдвином ван Далмом из Нидерландов были заявлены в квалификации в матче с Жиллем Алле и Эдди Клариссом из Мавритании, но не участвовали в нём.
В 1996 году вошёл в состав сборной Гватемалы на летних Олимпийских играх в Атланте. В одиночном разряде в 1/32 финала проиграл Йенсу Олссону из Швеции — 15:12, 6:15, 15:17.
Был победителем международных турниров Brazil International Challenge (1995), Puerto Rico International (1995), Carebaco International (1992—1993, 1995—1997), Guatemala International Challenge (1997), Peru Challenge (1996) в одиночном разряде, Guatemala International Challenge (1997) в парном разряде.